# 帝國實業名鑑
帝國實業名鑑（ていこくじつぎょうめいかん）とは明治時代の日本全国の企業名鑑。1895年（明治28年）に徒歩で取材し、全国を数十区に分けて発刊されたものである。
当時の各市・町の中位以上の各商家は、洩らさず登載され、銀行・会社は資本金・組織・営業所・所得納税・家号・開業年代も調査されている。

## 関連
- 坂口平兵衛 (2代)
- 亀尾英四郎